# Oropsylla arctomys
Oropsylla arctomys är en loppart som först beskrevs av Baker 1904.  Oropsylla arctomys ingår i släktet Oropsylla och familjen fågelloppor. Inga underarter finns listade i Catalogue of Life.